# Riddim Driven: Nine Night
Riddim Driven: Nine Night jest szesnastą składanką z serii Riddim Driven. Została wydana w grudniu 2001 na CD i LP. Album zawiera piosenki nagrane na riddimie "Nine Night" produkcji Steely & Clevie.

## Lista
1. "Rappin Up Rhymes" - Determine
2. "Girls Gungo Walk" - Wickerman
3. "Wining Queen" - Elephant Man
4. "Gwaan Trace" - Mr. Lex
5. "Old Crook" - Mister G
6. "Woman Is Real 2 Me" - Screechy Joe, Polish
7. "Shotta Ting" - Bling Dawg
8. "Balm" - Buccaneer
9. "Wine Baby Wine" - Captain Barkey
10. "Poppy" - Sasha
11. "Fright Night" - Red Rat
12. "Nine Night Version"